# Taiichi Ohno
Taiichi Ohno (大野 耐一), född 29 februari 1912, död 28 maj 1990, var produktionsansvarig på Toyota när produktionssystemet Toyota Production System utvecklades. Ohno var den som kan anses vara "pappa" till själva TPS som blev Lean Manufacturing i USA.  Han skrev flera böcker om TPS, den populäraste är Toyota Production System: Beyond Large-Scale Production. 
Född i kinesiska Dalian och med examen från Nagoya Technical High School, anställdes han först av Toyoda-familjens företag Toyoda Spinning, flyttade 1943 till fordonsföretaget, och gjorde där karriär upp till ledningsnivå.   
Ohnos principer har påverkat verksamheter utanför tillverkning och har utökats till service-branschen.